# Gospica
Gospica (znanstveno ime Argynnis paphia) je dnevni metulj iz družine pisančkov.

## Opis
Gospica ima premer kril med 48 in 65 mm, na oranžno obarvani zgornji strani kril pa ima vzorec iz črnih peg. Samica je zgoraj manj intenzivno oranžna in posuta z večjimi črnimi pegami kot jih ima samec. Sprednja krila so oranžna tudi spodaj, spodnja stran zadnjih kril pa je bledo zelena z bolj ali manj izrazitimi srebrnkastimi pasovi. Samci te vrste metuljev so manjši od samic, na sprednjih krilih pa imajo prečne črno obarvane pasove dišavnih dlačic, ki jih samice nimajo. Dišavne dlačice oddajajo vonj, ki privabi samico. Med parjenjem se, leteča v spirali, dvigata v zrak in nato spuščata k tlom.  Gospica je v Sloveniji precej pogosta vrsta, ki se pojavlja od morja skoraj do gozdne meje.
Glavna hrana gosenic so listi rastlin iz rodu vijolic (Viola), zanimivo pa je, da samice svojih jajčec ne odlagajo neposredno na te rastline, temveč na debla bližnjih dreves v višini enega do dveh metrov. Iz jajčec se avgusta izležejo črno-rjave gosenice, ki imajo rdeče rjave bodice in dve rumeni črti vzdolž telesa. Te takoj preidejo v stanje hibernacije. Spomladi se začnejo prehranjevati, običajno v nočnem času, nato pa se zabubijo v podrasti. Iz bube se junija razvije odrasel metulj.

## Galerija
- Samec
- Samica
- Argynnis paphia f. valezina
- Na cvetu z navadnim lisarjem